# Государственный комитет по науке и технологиям Республики Беларусь
Государственный комитет по науке и технологиям Республики Беларусь (ГКНТ; бел. Дзяржаўны камітэт па навуке і тэхналогіях Рэспублікі Беларусь) – республиканский орган государственного управления в сферах научной, научно-технической и инновационной деятельности и охраны прав на объекты интеллектуальной собственности, подчинённый Совету Министров Республики Беларусь. Самостоятельных исследований ГКНТ не ведёт.

## История
30 ноября 1993 года постановлением Совета Министров Республики Беларусь № 809 был образован Комитет по науке и технологиям (Белкомнаука), который 23 сентября 1994 года указом Президента Республики Беларусь № 122 был реорганизован путём присоединения к Министерству образования и науки, став Комитетом по науке и технологиям. 11 января 1997 года указом Президента Республики Беларусь № 30 на базе этого комитета был образован Государственный комитет по науке и технологиям, 22 апреля было утверждено положение о госкомитете. В структуру ГКНТ входили управления научно-технической политики, государственных научно-технических программ, инновационной деятельности, отделы международного научно-технического сотрудничества, финансово-экономический, а также отдел организационного обеспечения, кадровой работы и делопроизводства. 24 сентября 2001 года указом Президента Республики Беларусь № 516 ГКНТ, Государственный высший аттестационный комитет и Государственный патентный комитет были объединены в Комитет по науке при Совете Министров Республики Беларусь. 5 марта 2002 года декретом Президента Республики Беларусь № 7 Комитет по науке при Совете Министров Республики Беларусь был реорганизован путём разделения: были созданы Комитет по науке и технологиям при Совете Министров Республики Беларусь и Высшая аттестационная комиссия Республики Беларусь.
12 февраля 2004 года указом Президента Республики Беларусь № 66 Комитет по науке и технологиям при Совете Министров Республики Беларусь был преобразован в Государственный комитет по науке и технологиям Республики Беларусь. 15 марта 2004 года было утверждено положение о госкомитете.

## Структура
По состоянию на 2008 год в структуру ГКНТ входили управления научно-технической политики, научно-технических программ и проектов, инновационной деятельности и инновационного развития регионов, инновационного развития отраслей, отдел международного научно-технического сотрудничества, отдел финансов, экономики и бухгалтерского учета, отдел организационной работы и кадров, специальный сектор.
По состоянию на 2024 год в структуру ГКНТ входят управления инновационной политики, научно-технической политики и экспертизы, международной научно-технической и инновационной политики, информационно-аналитический отдел, отдел правовой и кадровой работы, отдел планирования, экономики и финансов, группа организационной работы и контроля, группа бухгалтерского учёта и финансов, а также по два отдела в каждом управлении.

## Деятельность
ГКНТ не ведёт самостоятельных научных исследований, а занимается планированием научной и научно-технической деятельности, а также участвует в распределении бюджетных средств на научно-техническую деятельность и подготовке законодательства по научно-техническим вопросам. За 2016–2023 годы при участии ГКНТ подготовлено 25 законов, 22 президентских указа, 113 правительственных постановлений и 75 постановлений самого госкомитета по профильным вопросам. Отмечается, что ГКНТ по некоторым вопросам частично дублирует работу Национальной академии наук Беларуси. В 2021 году деятельность ГКНТ подверглась критике Александром Лукашенко как не приносящая достаточных результатов. «Центр новых идей» отмечает, что, несмотря на существование ГКНТ, промышленные предприятия и НИИ нередко действуют разрозненно.